# Agdistis neglecta
Agdistis neglecta là một loài bướm đêm thuộc họ Pterophoridae. Loài này có ở Tây Ban Nha, Bồ Đào Nha, miền nam Pháp, quần đảo Baleares, Corse, đại lục Ý và Sardegna.
Sải cánh dài 16–21 mm. Cánh trước có màu nâu.
Ấu trùng ăn các loài Frankenia.